# Bobadilla (Antequera)
Bobadilla, también conocida como Bobadilla Pueblo es una localidad española del municipio de Antequera, en la provincia de Málaga, Andalucía. Se encuentra situada al oeste del término municipal antequerano, a poca distancia de la estación homónima, principal nudo ferroviario de Antequera y uno de los más importantes de Andalucía, especialmente para el tráfico de mercancías. Bobadilla es un pequeño núcleo de casas blancas rodeadas por olivares. Sus fiestas se celebran en el mes de agosto, estas fiestas se realizan en honor a la virgen de las Maravillas.
Su población se dedica en casi toda su totalidad a las actividades agrícolas. 
Actos relevantes: 
Romería: 14-16 de mayo.
Feria: mediados de agosto.
Fue municipio independiente hasta 1857, fecha en que fue anexionado a Antequera.